# Berthe des Clayes
Berthe des Clayes (Aberdeen, Escócia, 1877 – 1968) foi uma artista escocesa que viveu na Inglaterra e no Canadá.
Des Clayes nasceu em Aberdeen e estudou na Escola de Artes de Bushey, com Hubert von Herkomer, e na Académie Julian em Paris, com Tony Robert-Fleury e Jules Lefebvre. De 1906 a 1912, ela morou em Londres, e em 1912 emigrou para Montreal, onde viveu até 1919. Em 1920, ela se mudou para Chorleywood, na Inglaterra. De 1931 a 1951, ela voltou a morar em Montreal. Des Clayes estava morando em Devon, na Inglaterra, em 1968, ano de sua morte.
Ela trabalhou com óleo, aquarela e pastel. Des Clayes ganhou o prêmio Jessie Dow duas vezes. Ela ilustrou os livros Here and There in Montreal and the Island of Montreal (1931) de Charles W. Stokes e Acadia (Nova Scotia) da Dominion Atlantic Railway. Ela era membro associado da Academia Real de Artes do Canadá.
Suas irmãs mais novas Alice (1890-1968) e Gertrude (1879-1949) também eram artistas.
Seu trabalho se encontra nas coleções do Museu Nacional de Belas Artes do Quebec, da Galeria Nacional do Canadá, da Galeria de Arte de Ontário, da Universidade de Calgary, da Universidade da Colúmbia Britânica e da Biblioteca e Arquivos do Canadá.